# Bowling Green (New York City)

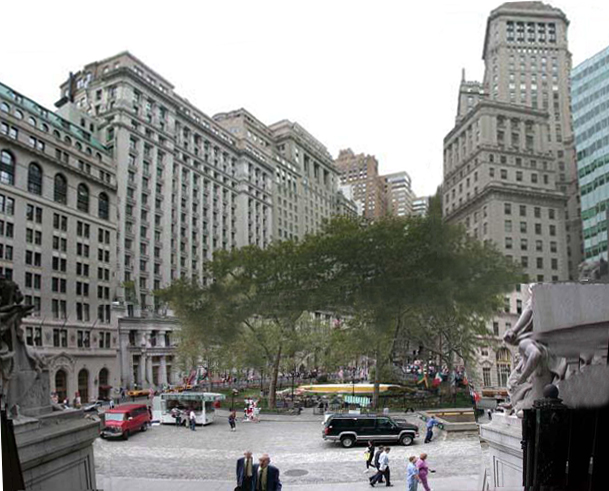
Ansicht des Parks

Bowling Green ist ein kleiner öffentlicher Park im Süden von Manhattan in New York City. Bekannt ist er vor allem als südlicher Startpunkt des Broadway und als Standort der Bronzestatue Charging Bull. Bowling Green ist der älteste Park in New York und geht bis auf die Anfänge von Fort Amsterdam im 17. Jahrhundert zurück. Die Parkanlage ist im National Register of Historic Places gelistet. Um die Jahrhundertwende waren hier Schiffsreedereien wie die White Star Line und die Cunard Line ansässig.

## Beschreibung
Der Park ist oval angelegt und wird jeweils von zwei Achsen des Broadway umschlossen. Am südlichen Ende befindet sich das Eingangsportal des Alexander Hamilton U.S. Custom House, auch bekannt als das Museum der Native Indians. Der Park selber wird von einem niedrigen Zaun umzäunt, im Park befinden sich Tische und Stühle, die vor allem in der Mittagszeit von den Arbeitern des Financial District genutzt werden. Eine große Fontäne befindet sich in der Mitte, an der nördlichen Spitze des Parks steht der Charging Bull.
Unmittelbar zur Umgebung des Parks gehören das Standard Oil Building, die Bowling Green Offices, One Broadway Building, sowie das Cunard Building.